# Aplonis dichroa
Aplonis dichroa е вид птица от семейство Скорецови (Sturnidae).

## Разпространение
Видът е разпространен в Соломоновите острови.